# 1635 в Україні

## Події
- Гійом Левассер де Боплан збудував фортецю Кодак, яку одразу ж знищили козаки Івана Сулими.
- Повстання Сулими
- Взяття Кодака
- Страчено гетьмана нереєстрових козаків Івана Сулиму.

## Особи

### Народились
- Ян Олександр Конецпольський (1635—1719) — військовий та державний діяч Речі Посполитої, магнат.

### Померли
- Зофія Замєховська (1590—1635) — польська шляхтянка. Фундаторка костелу Святої Трійці у Підгайцях.
- Іван Петражицький-Кулага (? — 1635) — шляхтич гербу Пелеш, козацький отаман, наказний гетьман (1631—1632), старший Війська Запорозького реєстрового (1631—1635).
- Іван Михайлович Сулима (? — 1635) — гетьман нереєстрових запорозьких козаків (1628—1629, 1630—1635).

## Засновані, зведені
- Чернігівське воєводство
- Арсенал Сенявських (Львів)
- Буди (Чернігівський район)
- Васьківці (Ізяславський район)
- Виблі
- Вишня (Фастівський район)
- Гавронщина
- Горбове (Куликівський район)
- Гостра Могила
- Грабівка (Куликівський район)
- Іванівка (Чернігівський район)
- Колонщина
- Молодова
- Харсіки